# Самсонов, Павел Владимирович
Павел Владимирович Самсонов (12 июля 1920, Луганск, Донецкая губерния — 7 января 1997, Волгоград) — советский военнослужащий, участник Великой Отечественной войны, Герой Советского Союза, штурман 723-го штурмового авиационного полка 211-й штурмовой авиационной дивизии 3-й воздушной армии 1-го Прибалтийского фронта, капитан.

## Биография
Родился 12 июля 1920 года в городе Луганск Донецкой губернии Украинской ССР. Работал разметчиком на паровозостроительном заводе.
В Красной Армии с 1938 года. В 1940 году авиационную школу. Участник Великой Отечественной войны с июня 1941 года. К сентябрю 1944 года совершил 110 боевых вылетов на штурмовку живой силы и боевой техники противника.
23 февраля 1945 года за образцовое выполнение боевых заданий командования и проявленные при этом мужество и героизм капитану Самсонову Павлу Владимировичу присвоено звание Героя Советского Союза с вручением ордена Ленина и медали «Золотая Звезда».
После войны продолжал службу в ВВС СССР. С 1964 года полковник П. В. Самсонов — в запасе. Жил и работал в городе Волгоград. Умер 7 января 1997 года. Похоронен на Димитриевском кладбище в Волгограде.